# NGC 3676
NGC 3676 (również PGC 35131) – galaktyka eliptyczna (E-S0), znajdująca się w gwiazdozbiorze Pucharu. Odkrył ją w 1886 roku Frank Muller. Jest to galaktyka z aktywnym jądrem typu LINER.